# Adam Michna
Adam Michna   (Jindřichův Hradec, c. 1600 - Jindřichův Hradec, 2 de novembre de 1676) va ser un organista txec i compositor de música d'església.

## Vida
Adam Václav Michna va rebre les seves primeres lliçons de música del seu pare Michal Michna, organista de la ciutat i trompetista del castell a la ciutat reial Neuhaus de Bohèmia del Sud. La família era noble amb el títol de cavaller i el predicat "Michna z Otradovic" o en alemany "Michna von Otradovic". Va estudiar a l'institut jesuïta de la seva ciutat natal, en la que devia passar tota la vida. A partir de 1645, a més de seguir fent de músic, va regentar un hostal amb la seva dona. Michna és considerat el primer representant d'un estil txec independent a la música barroca precoç a Bohèmia. Va ser influït pel misticisme de Santa Teresa d'Àvila, però també per la pietat popular local. Amb les seves creatives i versàtils composicions creatives, Michna és comparable a la història de la música txeca amb les obres del compositor alemany Heinrich Schütz.

## Obres
Va ser un compositor prolífic però la major part de la seva obra s'ha perdut.
Michna va publicar dos llibres de himnes: Česká mariánská muzika (1647) i Svatoroční muzika (1661), que contenen cançons de quatre a cinc parts en un moviment homofònic. Una altra col·lecció Loutna česká (1653) es conserva en fragments. Va compondre cinc misses, dues lletanies i un Te Deum "Sacre et Litaniae" (Praga 1654). Com a manuscrit es lliuren un Magnificat i la Missa Sancti Venceslai. En aquest canvi parts estrictament polifòniques d'estil antic com el Kyrie i l'Agnus Dei amb parts homofòniques i parts soles concertants com un Glòria i un Credo.
Una de les seves obres més famoses és el "Vánoční noc" (nadal), també conegut com a "Chtíc, aby spal" (que vol dormir), que s'interpreta en la República Txeca durant l'època nadalenca.